# دونالد ساندرز
دونالد ساندرز (بالإنجليزية: Donald Sanders)‏ هو محامي أمريكي، ولد في 26 أبريل 1930 في واشنطن العاصمة في الولايات المتحدة، وتوفي في 26 سبتمبر 1999 في كولومبيا في الولايات المتحدة.